# Helena Asenina da Bulgária
Helena da Bulgária (Elena) era uma princesa búlgara que foi imperatriz-consorte de Niceia, esposa do imperador Teodoro II Láscaris (r. 1254–1258).

## História
Ela era filha do tsar João Asen II da Bulgária e a imperatriz Ana Maria da Hungria, e irmã de Colomano I e da princesa Tamara. Seus avós maternos eram o rei André II da Hungria e Gertrude da Merânia, os paternos, João Asen I da Bulgária e Helena-Eugênia da Bulgária.
Antes de se casar com Teodoro, ela havia sido prometida a Balduíno II, o último imperador latino.
Teodoro morreu em 1258 e foi sucedido pelo filho, João IV Láscaris, que tinha apenas sete anos de idade.

## Família
Helena e Teodoro tiveram três filhos:
- João IV Láscaris, que sucedeu ao pai no trono de Niceia e reinou até 1261
- Irene Ducena Lascarina, que se casou com Constantino Tico da Bulgária
- Maria Ducena Lascarina, que se casou com Nicéforo I Comneno Ducas do Despotado de Epiro